# E. A. Mitchell
Edward Archibald „E. A.“ Mitchell (* 2. Dezember 1910 in Binghamton, New York; † 11. Dezember 1979 in Evansville, Indiana) war ein US-amerikanischer Politiker. Zwischen 1947 und 1949 vertrat er den Bundesstaat Indiana im US-Repräsentantenhaus.

## Werdegang
E. A. Mitchell besuchte die öffentlichen Schulen seiner Heimat. Danach studierte er drei Jahre lang am American Institute und der Columbia University in New York City. Seit September 1937 lebte er in Evansville (Indiana), wo er für eine große Lebensmittelverteilungsfirma arbeitete. Später kaufte er die Hälfte der Firma auf und wurde deren Präsident. Dabei brachte er es zu einem beträchtlichen Reichtum. Während des Zweiten Weltkrieges diente Mitchell zwischen 1942 und 1946 im pazifischen Raum als Offizier in der US Navy. Für seine militärischen Leistungen bei Okinawa wurde er mit dem Silver Star ausgezeichnet.
Politisch war Mitchell Mitglied der Republikanischen Partei. Bei den Kongresswahlen des Jahres 1946 wurde er im achten Wahlbezirk von Indiana in das US-Repräsentantenhaus in Washington, D.C. gewählt, wo er am 3. Januar 1947 die Nachfolge von Charles M. La Follette antrat. Da er im Jahr 1948 nicht bestätigt wurde, konnte er bis zum 3. Januar 1949 nur eine Legislaturperiode im Kongress absolvieren. Diese war von den Ereignissen des Kalten Krieges geprägt.
1952 und 1956 war Mitchell Delegierter zu den Republican National Conventions, auf denen jeweils Dwight D. Eisenhower als Präsidentschaftskandidat nominiert wurde. In den folgenden Jahren zog er sich aus der Politik zurück. 1971 machte er Schlagzeilen, als er den demokratischen Kongressabgeordneten Hale Boggs aus Louisiana tätlich angriff, weil dieser sich kritisch über die Regierung von Präsident Richard Nixon geäußert hatte. E. A. Mitchell starb am 11. Dezember 1979 in Evansville und wurde dort auch beigesetzt.